# أوتو فرانكل
أوتو فرانكل (بالإنجليزية: Otto Frankel) هو عالم وراثة أسترالي، ولد في 4 نوفمبر 1900، وتوفي في 21 نوفمبر 1998.